# 심려
심려(審慮)의 한자어 문자 그대로의 뜻은 '살피고 생각하다'로 심사숙고(深思熟考: 깊이 생각하고 깊이 고찰하다)를 뜻한다. 심사숙고(深思熟考)의 일반 사전적인 의미는 '깊이 생각하고 깊이 고찰하다', '신중(愼重)을 기하여 곰곰이 생각하다', 또는 '깊이 생각하고 또 생각하다'로 매우 신중하게 생각하는 것을 뜻한다.
《구사론》에 따르면 심려(審慮)는 결탁(決度: 확인 판단)과 함께, 정견(正見: 바른 견해)이건 악견(惡見: 잘못된 견해)이건 모든 견(見: 견해)의 마음작용의 본질[性] 또는 공능(功能)을 이룬다. 보다 정확히는, "심려한 후 결탁하는 것을 견(見: 견해)이라 이름한다[審慮為先決度名見]"고 《구사론》에서는 말하고 있다. 그리고, 6식(六識) 중 전5식은 '심려한 후 결탁하는 능력', 즉 견(見)의 능력을 지니고 있지 않으며 이 능력은 6식 중에서 오직 제6의식만이 가지고 있다고 말하여, 전5식과 제6의식을 분별하고 있다.
또한 '심려한 후 결탁하는 것[審慮為先決度]'을 다른 말로는 추탁(推度: 추리 판단, 추리하여 판단함) 또는 추구탁(推求度: 추리하고 탐구하여 판단함)이라고도 한다. 추탁의 일반 사전적인 의미는 '추측하다, 미루어 짐작하다 헤아리다'인데, 불교 용어로서의 추탁의 의미와는 다소 차이가 있다.
한편, 부파불교와 대승불교에서는 모두 견(見: 견해)이 혜(慧: 판단, 지혜)의 특수한 경우인 것으로, 즉 따로 명칭을 붙일만한 일부인 것으로 본다. 즉, 혜(慧)가 더 광범위한 개념인 것으로 본다.

## 참고 문헌
- 곽철환 (2003). 《시공 불교사전》. 시공사 / 네이버 지식백과. |title=에 외부 링크가 있음 (도움말)
- 미륵 지음, 현장 한역, 강명희 번역 (K.614, T.1579). 《유가사지론》. 한글대장경 검색시스템 - 전자불전연구소 / 동국역경원. K.570(15-465), T.1579(30-279). |title=에 외부 링크가 있음 (도움말)
- 세친 지음, 현장 한역, 권오민 번역 (K.955, T.1558). 《아비달마구사론》. 한글대장경 검색시스템 - 전자불전연구소 / 동국역경원. K.955(27-453), T.1558(29-1). |title=에 외부 링크가 있음 (도움말)
- 호법 등 지음, 현장 한역, 김묘주 번역 (K.614, T.1585). 《성유식론》. 한글대장경 검색시스템 - 전자불전연구소 / 동국역경원. K.614(17-510), T.1585(31-1). |title=에 외부 링크가 있음 (도움말)
- 세친 지음, 현장 한역, 송성수 번역 (K.618, T.1612). 《대승오온론》. 한글대장경 검색시스템 - 전자불전연구소 / 동국역경원. K.618(17-637), T.1612(31-848). |title=에 외부 링크가 있음 (도움말)
- 운허.  동국역경원 편집, 편집. 《불교 사전》. |title=에 외부 링크가 있음 (도움말)
- (영어) DDB. 《Digital Dictionary of Buddhism (電子佛教辭典)》. Edited by A. Charles Muller. |title=에 외부 링크가 있음 (도움말)
- (중국어) 미륵 조, 현장 한역 (T.1579). 《유가사지론(瑜伽師地論)》. 대정신수대장경. T30, No. 1579. CBETA. |title=에 외부 링크가 있음 (도움말)
- (중국어) 佛門網. 《佛學辭典(불학사전)》. |title=에 외부 링크가 있음 (도움말)
- (중국어) 星雲. 《佛光大辭典(불광대사전)》 3판. |title=에 외부 링크가 있음 (도움말)
- (중국어) 세친 조, 현장 한역 (T.1612). 《대승오온론(大乘五蘊論)》. 대정신수대장경. T31, No. 1612, CBETA. |title=에 외부 링크가 있음 (도움말)
- (중국어) 세친 조, 현장 한역 (T.1558). 《아비달마구사론(阿毘達磨俱舍論)》. 대정신수대장경. T29, No. 1558, CBETA. |title=에 외부 링크가 있음 (도움말)
- (중국어) 호법 등 지음, 현장 한역 (T.1585). 《성유식론(成唯識論)》. 대정신수대장경. T31, No. 1585, CBETA. |title=에 외부 링크가 있음 (도움말)